# Ignatas Konovalovas
Ignatas Konovalovas (Panevėžys, 8 dicembre 1985) è un ex ciclista su strada e pistard lituano.
Professionista dal 2008 al 2024, ha vinto una tappa al Giro d'Italia 2009 ed è stato nove volte campione nazionale su strada, sette a cronometro e due in linea.

## Carriera
Figlio dell'ex ciclista Laima Zilporytė, medaglia di bronzo ai Giochi olimpici di Seul 1988 nella gara su strada, Konovalovas nel 2004, all'età di diciotto anni, partecipa ai Giochi olimpici di Atene come riserva del quartetto lituano per la gara di inseguimento a squadre.
Nel 2006 viene ingaggiato dal Vélo Club La Pomme Marseille, team francese attivo tra i dilettanti con cui, in quella stagione, vince il titolo di campione lituano a cronometro e la Ronde de l'Isard d'Ariège. Nel 2007 si aggiudica quindi la medaglia d'argento nella cronometro Under-23 ai campionati europei di Sofia. Viene notato dalla Crédit Agricole, che lo prende in prova negli ultimi mesi del 2007 per poi aggregarlo alla propria rosa nella stagione successiva.
Nel 2009, rimasto senza squadra a causa dello scioglimento della Crédit Agricole, si trasferisce alla Cervélo TestTeam; con questa formazione partecipa al Giro d'Italia, vincendo la cronometro finale a Roma, e alla Vuelta a España. In ottobre è quindi ottavo nella gara a cronometro dei campionati del mondo di Mendrisio.
Nel 2010 prende parte al Giro d'Italia e al Tour de France; corre poi la cronometro dei campionati del mondo di Melbourne concludendo in dodicesima posizione a 3'07" dal vincitore Fabian Cancellara. Dal 2011 al 2012, dopo lo scioglimento della Cervélo TestTeam, veste la divisa del Movistar Team, ma non consegue vittorie; nel 2013 si accasa quindi alla MTN-Qhubeka, squadra Professional Continental sudafricana con cui nel 2014 vince il quinto titolo nazionale a cronometro.
Per il 2015 scende di categoria per tornare a vestire la maglia della formazione Continental Marseille 13-KTM, già La Pomme Marseille. In stagione si aggiudica la classifica finale della Quatre Jours de Dunkerque. Nel 2016 si guadagna così il ritorno alla categoria World Tour con il team francese FDJ.

## Palmarès

### Strada
- 2006 (La Pomme Marseille, tre vittorie)

1ª tappa Ronde de l'Isard d'Ariège (Saint-Girons > Pamiers)
Classifica generale Ronde de l'Isard d'Ariège
Campionati lituani, Prova a cronometro
- 2007 (La Pomme Marseille, una vittoria)

1ª tappa Ronde de l'Isard d'Ariège (Saverdun > Saverdun, cronometro)
- 2008 (Crédit Agricole, due vittorie)

2ª tappa Giro del Lussemburgo (Schifflange > Differdange)
Campionati lituani, Prova a cronometro
- 2009 (Cervélo TestTeam, tre vittorie)

Giro del Mendrisiotto
21ª tappa Giro d'Italia (Roma, cronometro)
Campionati lituani, Prova a cronometro
- 2010 (Cervélo TestTeam, una vittoria)

Campionati lituani, Prova a cronometro
- 2013 (MTN-Qhubeka, una vittoria)

Campionati lituani, Prova a cronometro
- 2015 (Team Marseille 13-KTM, una vittoria)

Classifica generale Quatre Jours de Dunkerque
- 2016 (FDJ, una vittoria)

Campionati lituani, Prova a cronometro
- 2017 (FDJ, tre vittorie)

5ª tappa Quatre Jours de Dunkerque (Boeschepe > Cassel)
Campionati lituani, Prova a cronometro
Campionati lituani, Prova in linea
- 2021 (Groupama-FDJ, una vittoria)

Campionati lituani, Prova in linea

#### Altri successi
- 2006 (La Pomme Marseille)

Classifica a punti Ronde de l'Isard d'Ariège
- 2008 (Crédit Agricole)

Classifica giovani Giro del Lussemburgo
- 2015 (Team Marseille 13-KTM)

Classifica scalatori Tour du Haut-Var
3ª tappa, 1ª semitappa Circuit des Ardennes (Charleville-Mézières > Sedan, cronosquadre)
- 2016 (FDJ)

1ª tappa La Méditerranéenne (Banyoles > Banyoles, cronosquadre)

## Piazzamenti

### Grandi Giri
- Giro d'Italia

2009: 90º
2010: 106º
2011: 102º
2016: 134º
2019: ritirato (13ª tappa)
2020: 124º
2022: 115º
2023: 104º
- Tour de France

2010: 124º
2017: fuori tempo massimo (9ª tappa)
2021: ritirato (1ª tappa)
- Vuelta a España

2009: ritirato
2011: ritirato (17ª tappa)

### Classiche monumento
- Milano-Sanremo

2011: 45º
2014: ritirato
2016: 68º
2017: 129º
2018: 71º
2019: 121º
2020: ritirato
2021: 65º
2022: ritirato
2023: 116º
- Giro delle Fiandre

2011: 105º
2012: ritirato
2014: 29º
2016: 110º
2017: ritirato
2018: 79º
2019: ritirato
- Parigi-Roubaix

2011: ritirato
2012: 22º
2016: ritirato
2017: ritirato
2018: 66º
2019: 80º
- Liegi-Bastogne-Liegi

2010: 84º
2011: ritirato
2014: ritirato
- Giro di Lombardia

2013: ritirato

### Competizioni mondiali
- Campionati del mondo su strada

Zolder 2002 - Cronometro Juniores: 29º
Hamilton 2003 - Cronometro Juniores: 35º
Hamilton 2003 - In linea Juniores: 79º
Verona 2004 - Cronometro Under-23: 17º
Madrid 2005 - Cronometro Under-23: 27º
Madrid 2005 - In linea Under-23: 70º
Salisburgo 2006 - Cronometro Under-23: 12º
Salisburgo 2006 - In linea Under-23: 56º
Stoccarda 2007 - Cronometro Under-23: 12º
Stoccarda 2007 - In linea Under-23: 25º
Varese 2008 - Cronometro Elite: 37º
Varese 2008 - In linea Elite: ritirato
Mendrisio 2009 - Cronometro Elite: 9º
Mendrisio 2009 - In linea Elite: 30º
Melbourne 2010 - Cronometro Elite: 12º
Melbourne 2010 - In linea Elite: 89º
Copenaghen 2011 - Cronometro Elite: 28º
Copenaghen 2011 - In linea Elite: 67º
Limburgo 2012 - Cronometro Elite: 44º
Limburgo 2012 - In linea Elite: ritirato
Toscana 2013 - Cronosquadre: 26º
Toscana 2013 - Cronometro Elite: 32º
Toscana 2013 - In linea Elite: 22º
Ponferrada 2014 - Cronometro Elite: 39º
Ponferrada 2014 - In linea Elite: ritirato
Bergen 2017 - Cronometro Elite: 20º
Bergen 2017 - In linea Elite: 102º
Innsbruck 2018 - Cronometro Elite: 43º
Innsbruck 2018 - In linea Elite: ritirato
- Campionati del mondo su pista

Palma di Maiorca 2007 - Scratch: 23º
Palma di Maiorca 2007 - Corsa a punti: 23º
- Giochi olimpici

Atene 2004 - Inseguimento a squadre: 8º
Pechino 2008 - In linea: 28º
Rio de Janeiro 2016 - In linea: fuori tempo massimo

### Competizioni continentali
- Campionati europei su strada

Sofia 2007 - Cronometro Under-23: 4º
Sofia 2007 - In linea Under-23: 2º
Monaco di Baviera 2022 - In linea Elite: 54º
Drenthe 2023 - In linea Elite: 59º
- Campionati europei su pista

Fiorenzuola d'Arda 2005 - Inseg. a squadre Under-23: 3º
- Giochi europei

Baku 2015 - In linea: ritirato
Baku 2015 - Cronometro: 12º